# だいじょうぶI'M ALL RIGHT
「だいじょうぶI'M ALL RIGHT」（だいじょうぶ・アイム・オール・ライト）は、1988年6月25日にポリドールから発売されたKAN3作目のシングル。

## 解説
アルバム『GIRL TO LOVE』と同日発売。

## 収録曲
全曲　作詞・作曲：KAN／編曲：KAN・松本晃彦
1. だいじょうぶI'M ALL RIGHT
2. フランスについた日